# Драчевский, Виктор Васильевич
Драчевский Виктор Васильевич (род. 10 ноября 1960, Кривой Рог, Днепропетровская область) — украинский политик, народный депутат Украины 4-го созыва. Генерал-майор милиции (08.2003).

## Биография
Родился 10 ноября 1960 года в городе Кривой Рог Днепропетровской области.
Окончил Киевскую высшую школу имени Ф. Э. Дзержинского МВД СССР, получив квалификацию юриста. Окончил Академию МВД России, организатор правоохранительной деятельности.
В 1978—1980 годах служил в Советской армии.
В 1981—1986 годах — оперуполномоченный УМВД Криворожского горисполкома в Днепропетровской области.
В 1986—1990 годах — оперуполномоченный по борьбе с экономической преступностью, заместитель начальника Жовтневого районного отдела УМВД Украины в городе Кривой Рог.
В 1993—1996 годах — начальник Никопольского межрегионального отдела борьбы с организованной преступностью, начальник криминальной милиции города Никополь УМВД Украины в Днепропетровской области
В 1999—2002 годах — 1-й заместитель начальника Днепропетровского городского УМВД — начальник криминальной милиции города Днепропетровск.
Женат, двое детей.

## Политическая деятельность
В марте 2006 года — кандидат в народные депутаты Украины от Народного блока Литвина, № 46 в списке.
Народный депутат Украины 4-го созыва с июля 2002 по апрель 2006 года по избирательному округу № 35, Днепропетровская область, самовыдвижение. В 42.08 %, 11 соперников. На время выборов: первый заместитель начальника УМВД — Начальник криминальной милиции Днепропетровска, беспартийный.
С сентября 2002 по апрель 2004 года — член фракции партий ПППУ и Трудовая Украина, в апреле-декабре 2004 года — член фракции политической партии Трудовая Украина, в декабре 2004 — январе 2005 года — внефракционный, в январе-сентябре 2005 года — член группы «Демократическая Украина», в сентябре-ноябре 2005 года — член фракции партии «Вперёд, Украина!», с ноября 2005 года — член группы Народного блока Литвина.
С февраля 2003 года — член комитета по иностранным делам.

## Награды
- Почётная грамота Кабинета Министров Украины (12.2003).